# Jim Jonsin
Jim Jonsin (n. 8 de junho de 1970) é um produtor musical americano, nativo do Brooklyn, desde cedo mudou-se para o sul da Flórida, onde viveu a maior parte de sua juventude em Broward County. Nascido James Gregory Schefter, além de produtor musical, Jim Josin é um reconhecido compositor, empresário e DJ. 
Durante sua carreira tem colaborado com vários artistas do Hip Hop, Rap e R&B, dentre eles inclui-se; Beyoncé, Kelly Rowland, Usher, Lil Wayne, Kid Cudi, Eminem, Yelawolf, Nelly, T.I., Danity Kane e Jamie Foxx, dentre outros. Jonsin ganhou um Grammy Awards em 2009, de Melhor Canção Rap por Lil Wayne "Lollipop," outra música de destaque deste ano foi  "Whatever You Like" do rapper T.I. Jonsin apareceu na décima temporada do American Idol em 2011. Jonsin foi escolhido a dedo por Jimmy Iovine da gravadora Interscope entre vários produtores para servir como mentores para os competidores. Jonsin estará trabalhando com os concorrentes a cada semana para produzir e gravar covers que será lançado para venda no iTunes.